# 揚 (亞利桑那州)
揚是位於美國亞利桑那州希拉縣的一個人口普查指定地區。根據2010年美國人口普查，該地人口為666人，而該地的面積約為123.86平方千米。

## 地理
揚的座標為34°06′05″N 110°57′49″W / 34.10139°N 110.96361°W，而該地最高點為海拔高度1580米（即5184英尺）。